# І
І (onderkast і) is een letter van het cyrillische alfabet die in het Oekraïens, Wit-Russisch en Kazachs wordt gebruikt. Hij wordt als /i/ uitgesproken. Deze letter kan verward worden met de Latijnse I.

## Weergave

### Unicode
De І en і zijn in 1993 toegevoegd aan de Unicode 1.0 karakterset.
In Unicode vindt men І onder het codepunt U+0406 (hex) en і onder U+0456.

### HTML
In HTML kan men voor І de code &Iukcy; gebruiken, en voor і &iukcy;.